# Casual Sex?
Casual Sex? è un film del 1988, diretto da Geneviève Robert, che parla di due amiche ventenni che vanno in un luogo di vacanza alla ricerca di uomini perfetti.

## Trama
Fine anni '80. Stacy (Lea Thompson) ha un passato non proprio da verginella e così, spaventata dal diffondersi dell'epidemia di AIDS, vuole trovare un uomo che sia quello "giusto" e definitivo. Convince, quindi, la sua amica d'infanzia Melissa (Victoria Jackson) ad andare a The Oasis, un centro benessere per single in modo che, sperano, ciascuna possa trovare l'uomo dei propri sogni. Al resort, Stacy incontra Nick (Stephen Shellen), un musicista con cui si trova bene ed incontra anche Vinny (Andrew Dice Clay), alias "the Vin Man", un italo-americano del New Jersey che, però, non le è simpatico. Una sera, Stacy partecipa ad una festa a tema nel resort durante la quale deve sopportare pazientemente le avances di Vinny. Nel frattempo, Melissa incontra Matthew (Peter Dvorsky), uno psicologo, e fa amicizia anche con un membro dello staff della spa, Jamie (Jerry Levine), che si dimostra con lei molto gentile e rispettoso. Alla festa successiva, Nick canta una canzone per Stacy e la bacia, cosa che non piace a Vinny. Matthew e Melissa, nel frattempo, iniziano a fare sesso ma poi l'uomo si ferma, dicendole di non essere attratto da lei. Melissa, allora, torna nella sua stanza da cui sente che Stacy e Nick sono, loro sì, piacevolmente impegnati. Delusa, la ragazza lascia un biglietto a Stacy e si reca a prendere il pullman delle 8:00 per Los Angeles ma alla fermata incontra Jamie che la convince a tornare al resort. Nel frattempo, Stacy dopo aver letto il messaggio di Melissa si preoccupa per l'amica e pensa di raggiungerla. Nick insiste per andare con lei e i due prendono in fretta l'autobus delle 14:00, non sapendo che Melissa è rimasta al resort. Durante il viaggio, Stacy si rende conto che, in realtà, Nick non le piace e comprende che non è l'uomo che credeva che fosse. Così, dopo aver appreso che Melissa è ancora al resort e non se n'è mai andata, Stacy noleggia in fretta una Cadillac rosa e torna al resort dove l'amica è a letto con Jamie. Melissa, poi, parla a Stacy del ragazzo, di come si siano piaciuti e di come abbia avuto con lui il suo primo orgasmo. Stacy è sollevata dal fatto che Melissa sia tornata di buon umore ed è entusiasta del fatto che lei e Jamie stiano insieme ma le  confessa, a sua volta, di essersi sbagliata au Nick e di voler farla finita con lui. Lasciando il resort, Stacy incontra Vinny che sta per partire. L'uomo le chiede di accompagnarlo alla stazione degli autobus e, sebbene con riluttanza, Stacy lo accontenta. Durante il tragitto Vinny le dice, chiaramente, delle sue difficoltà a comprendere il sistema delle relazioni tra uomini e donne e Stacy è toccata dalle sue parole sincere, che condivide, e modifica del tutto l'opinione che aveva di lui. Tornata a casa, Stacy pone fine alla relazione con Nick mentre Vinny, al ritorno nel New Jersey cambia profondamente il suo atteggiamento nei confronti delle donne e nel modo di affrontare la vita. Scrive, quindi, una lettera a Stacy dicendole di quanto, adesso, sia diverso. Dopo sei mesi, Stacy fa visita a Melissa e Jamie (che ora vivono insieme) alla vigilia di Capodanno. Alla fine della serata, mentre Stacy torna a casa da sola, trova Vinny che la aspetta in una lussuosa limousine, dopo aver guidato dal New Jersey alla California solo per vederla. Lei è piacevolmente sorpresa ed in più Vinny le regala un cucciolo di Golden Retriever. Sei anni dopo, Melissa e Jamie visitano la casa di Stacy per Natale: lei e Vinny ora sono sposati, hanno due figli e il Golden Retriever è ormai adulto. Mentre Vinny saluta Jamie con i suoi due ragazzi e il cane, Stacy e Melissa guardano verso i loro due uomini. Entrambe sorridono e si abbracciano. Il piano di Stacy di recarsi alla spa per incontrare due uomini "giusti" per loro ha funzionato perfettamente.